# 環礁―ミクロネシヤ巡島記抄―
『環礁-ミクロネシヤ巡島記抄-』（かんしょう-ミクロネシヤじゅんとうきしょう-）は、中島敦の短篇作品群（「寂しい島」「夾竹桃の家の女」「ナポレオン」「真昼」「マリヤン」「風物抄」の6篇）。
副題なしで『環礁』とだけ記されることもある。中島の南洋物の一種。
作者の中島敦は公学校用の教科書編纂のために1941年（昭和16年）6月から1942年（昭和17年）3月まで、南洋庁の官吏（内務部地方課の国語編集書記）としてパラオのコロール町（コロール島のコロール）に赴任しており、その間に南洋群島各地の学校を視察するかたわら、1942年（昭和17年）1月中旬からは2週間ほど土方久功らとパラオ本島を一周し、様々な風物や自然を随想しながら記録している。
本作には南洋特有の珍しい文化や風物だけではなく、島民と内地人との人間関係や、日本の統治下で暮らす島民の様子、そして当時の日本人の南洋観など、日本統治時代の南洋ならではの題材も取り上げられている。

## 作品リスト
- 寂しい島
- 夾竹桃の家の女
- ナポレオン
- 真昼
- マリヤン - 小説的作品
- 風物抄
  - クサイ
  - ヤルート
  - ポナペ
  - トラック
  - ロタ
  - サイパン

## おもな収録書籍
- 第二創作集『南島譚』〈新鋭文学選集2〉（今日の問題社、1942年11月）
- 『山月記・李陵 他九篇』（岩波文庫、1994年7月）
  - 解説：氷上英廣。註：飯倉照平。初出一覧
  - 収録作品：「李陵」「弟子」「名人伝」「山月記」「文字禍」「悟浄出世」「悟浄歎異」「環礁―ミクロネシヤ巡島記抄―」「牛人」「狼疾記」「斗南先生」
- 『斗南先生・南島譚』（講談社文芸文庫、1997年3月）
  - 解説：勝又浩。作家案内：木村一信。著書目録：鷺只雄
  - 収録作品：「斗南先生」「過去帳」「古譚」「南島譚」「環礁―ミクロネシヤ巡島記抄―」
- 『南洋通信』（中公文庫、2001年9月）
  - 解説：佐々木譲
  - 収録作品：「通信I」「南島譚」「通信II」「環礁―ミクロネシヤ巡島記抄―」
- 『中島敦全集2』（ちくま文庫、1993年3月）
  - カバー装画：土方久功「雲」
  - 解説：群ようこ。解題：勝又浩
  - 収録作品：「南島譚」「環礁―ミクロネシヤ巡島記抄―」「わが西遊記」「古俗」「過去帳」、日記、書簡